# Тео Бюкер
Тео Бюкер (нім. Theo Bücker, нар. 10 липня 1948, Бествіг) — німецький футболіст, що грав на позиції півзахисника. По завершенні ігрової кар'єри — тренер, відомий роботою з низкою клубних команд арабських країн, а також національною збірною Лівану.
Виступав, зокрема, за клуби «Боруссія» (Дортмунд) та «Дуйсбург».

## Ігрова кар'єра
У дорослому футболі дебютував 1968 року виступами за команду клубу «Гюстен 09», в якій провів один сезон.
Своєю грою за цю команду привернув увагу представників тренерського штабу клубу «Боруссія» (Дортмунд), до складу якого приєднався 1969 року. Відіграв за дортмундський клуб наступні чотири сезони своєї ігрової кар'єри.
1973 року уклав контракт з «Дуйсбургом», у складі якого провів наступні п'ять років своєї кар'єри гравця. Більшість часу, проведеного у складі «Дуйсбурга», був основним гравцем команди.
Протягом 1978—1981 років грав у Саудівській Аравії, захищаючи кольори «Аль-Іттіхада».
Завершив професійну ігрову кар'єру на батьківщині виступами за «Шальке 04», за команду якого виступав протягом 1981—1984 років.

## Кар'єра тренера
Розпочав тренерську кар'єру 1999 року, очоливши тренерський штаб клубу «Меппен». А вже за рік прийняв пропозицію очолити тренерський штаб національної зюірної Лівану, в якому пропрацював до 2001.
З 2003 до 2012 знову працював на клубному рівні, тренував спочатку єгипетські «Ісмайлі» та «Замалек», згодом очолював тренерські штаби еміратського «Аль-Вахда» (Абу-Дабі), лівійського «Аль-Аглі» (Триполі), єгипетського «Аль-Масрі» та ліванського «Аль-Ахед».
Паралельно з роботою в останньому клубі 2011 року вдруге очолив національну збірну Лівану. Під його керівнцтвом ліванські футболісти уперше в свої історії пробилися до четвертого відбіркового раунду на чемпіонат світу, при цьому у третьому раунді відбору на ЧС-2014 очолюваній Бюкером команді вдалося здобути по одній перемозі над кожним із суперників по групі, включаючи мінімальну домашню перемогу над одним з азійських футбольних грандів, Південною Кореєю. Утім у четвертому раунді відбору на світову першість ліванська команда посіла останню, п'яту, сходинку підсумкової турнірної таблиці своєї групи. Після програного з рахунком 0:4 матчу проти збірної Ірану у травні 2013 року німецький фахівець оголосив про завершення роботи зі збірною Лівану.
Натомість Бюкер повернувся до клубної роботи, очоливши того ж року судівський «Аль-Іттіфак». За рік фахівець повернувся до Лівану, очоливши команду «Неджмеха», згодом працював з еміратськими «Аль-Фуджейрою» та «Емірейтс».
Наразі останнім місцем тренерської роботи Тео Бюкера був «Неджмех», головним тренером команди якого він був з 2017 по 2019 рік.

## Титули і досягнення

### Тренер
- Володар Суперкубка Лівану: 2011, 2014